# Ташликуль (Аургазинський район)
Ташлику́ль (рос. Ташлыкуль, башк. Ташлыкүл) — присілок у складі Аургазинського району Башкортостану, Росія. Входить до складу Кебячевської сільської ради.
Населення — 250 осіб (2010; 264 в 2002).
Національний склад:
- чуваші — 92%